# Новая Монья (Малопургинский район)
Новая Монья — деревня в Малопургинском районе Удмуртской республики.

## География
Находится в южной части Удмуртии на расстоянии приблизительно 18 км на юго-запад по прямой от районного центра села Малая Пурга.

## История
Известна с 1802 года. В 1873 году 52 двора, в 1893 — 89, в 1905 — 99, в 1924—113. До 2021 года входила в состав Нижнеюринского сельского поселения.

## Население
Постоянное население составляло: 79 душ мужского пола (1802), 310 человек (1873), 480(1893), 561 (1905), 587 (1924), 419 в 2002 году (удмурты 97 %), 418 в 2012.